# فرانکن علیا
فرانکن علیا یا فرانکونیا بالا (به آلمانی: Upper Franconia) یک منطقهٔ دولتی در آلمان است که در ایالت بایرن واقع شده‌است.

## خصوصیات
فرانکن علیا ۱٬۰۸۵٬۷۷۰ نفر جمعیت دارد.